# Ive (zespół muzyczny)
Ive (hangul: 아이브; zapis stylizowany: IVE) – południowokoreański girlsband kpopowy utworzony przez wytwórnię Starship Entertainment, składający się z sześciu członkiń: Yujin, Gaeul, Rei, Wonyoung, Liz i Leeseo. Ive znane są z wpadających w ucho piosenek i jednego z najbardziej udanych debiutów w K-popie, zdobywając liczne nagrody dla debiutantów i pojawiając się na liście Forbes Korea Power Celebrity 40.
Ive zadebiutowały 1 grudnia 2021 roku singlem Eleven. Wkrótce potem wydały album Love Dive (2022), którego tytułowy utwór stał się ich pierwszym numerem jeden na południowokoreańskim Circle Digital Chart. Był to najlepiej sprzedający się singiel roku i zdobył tytuł Piosenki Roku na wielu galach końcoworocznych, w tym Golden Disc Awards, MAMA Awards i Melon Music Awards. Ive osiągnęły swój drugi numer jeden dzięki tytułowemu utworowi z trzeciego singla After Like (2022).
W 2023 roku grupa wydała swój pierwszy album studyjny I've Ive, który odniósł sukces komercyjny. Album zdobył nagrodę Album Roku na Melon Music Awards i zawierał dwa hity na szczycie list przebojów: „Kitsch” i „I Am”. Po tym wydaniu ukazał się ich pierwszy minialbum I've Mine (2023), który zawierał ich piąty numer jeden, singiel „Baddie”.

## Nazwa
Nazwa grupy, Ive, oznacza „mam” (ang. I have). Idea stojąca za nazwą nawiązuje do śmiałego pokazania tego, co „mam”. Zamiast opowiadać historię rosnącej grupy żeńskiej, Ive od samego początku planowała przedstawić „kompletną grupę żeńską”.

## Historia

Oficjalne logo IVE

### Przed debiutem
W 2018 roku Yujin i Wonyoung wzięły udział w programie Produce 48, gdzie zajęli odpowiednio piąte i pierwsze miejsce. Jako jedne z dwunastu zwycięskich uczestniczek, zadebiutowały w nowo utworzonej żeńskiej grupie Iz*One. 29 kwietnia 2021 roku grupa zakończyła działalność.

### 2021: Debiut zEleven

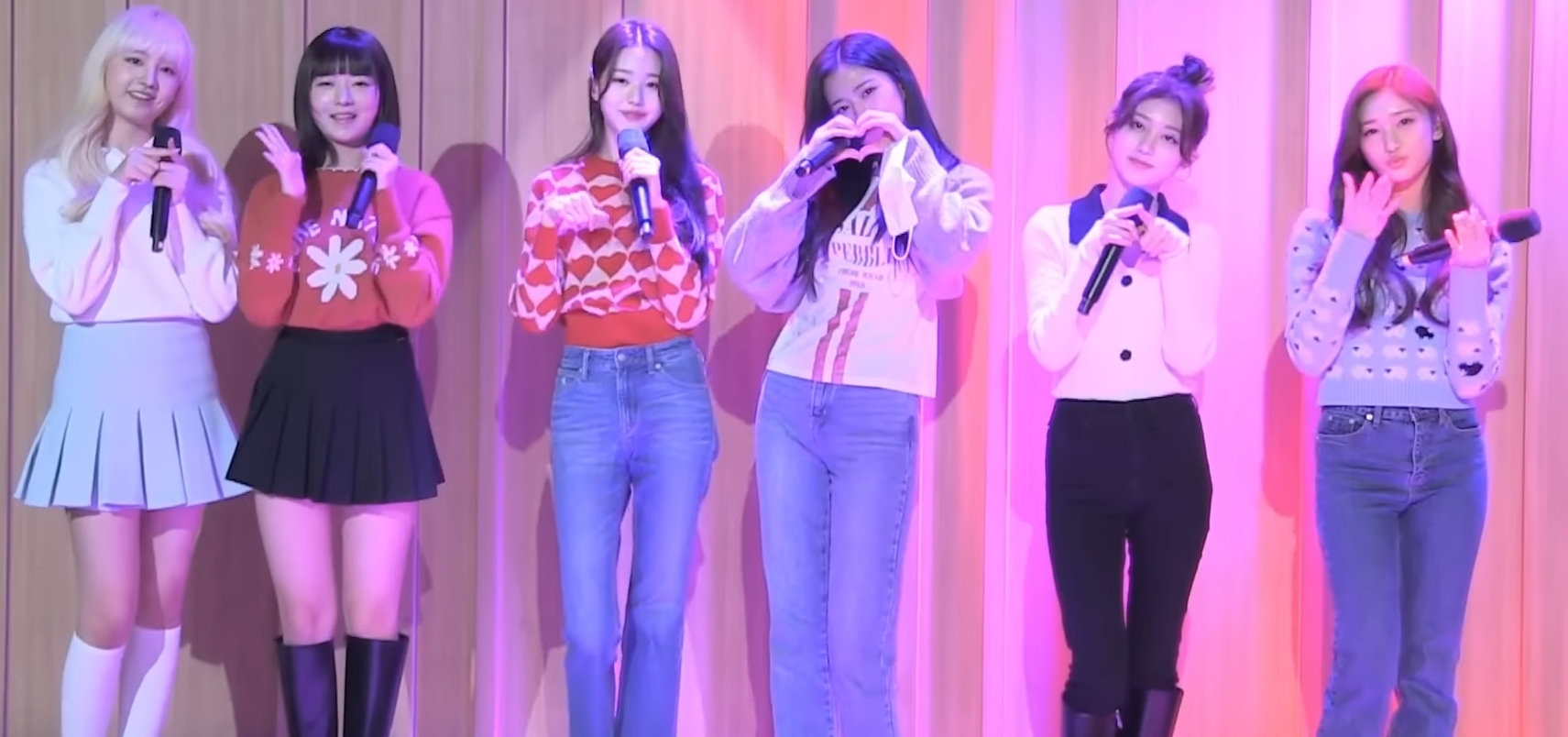
Ive w SBS Radio w grudniu 2021 roku.

2 listopada Starship Entertainment ogłosiło, że zadebiutuje nowy dziewczęcy zespół, po raz pierwszy od WJSN w 2016 roku. Członkinie zostały ujawnione od 3 do 8 listopada (w kolejności: Yujin, Gaeul, Wonyoung, Liz, Rei, i Leeseo). 8 listopada Starship ujawniło, że grupa zadebiutuje 1 grudnia. Dwa dni później ogłoszono, że grupa zadebiutuje single albumem Eleven. 1 grudnia grupa wydała swój debiutancki single album Eleven, wraz z singlem o tej samej nazwie.
14 listopada „Eleven” uplasowało się na 9 miejsce na liście World Digital Song Sales i zadebiutowało na listach Billboard Global 200 i Billboard Global Excl. Piosenka znalazła się również na szczycie listy Hot Trending Songs. Co więcej, singel Eleven zadebiutował na liście Billboard Japan Hot 100 i znalazł się szczycie listy „Top User Generated Songs”. Grupa znalazła się również na listach Spotify Global Top 200, chińskiej liście QQ Music, oraz Top 10 wszystkich głównych krajowych serwisów muzycznych.
8 grudnia Ive zdobyły swoje pierwsze w historii zwycięstwo w programie muzycznym – Show Champion, 7 dni po debiucie, pobijając rekord grupy Itzy (9 dni).

### 2022:Love Dive,After Likei japoński debiut
5 kwietnia Ive wydały swój drugi single album, Love Dive, wraz z singlem o tej samej nazwie.
18 lipca Starship Entertainment ogłosiło, że Ive powrócą 22 sierpnia z trzecim single albumem After Like, wraz z głównym singlem o tej samej nazwie.

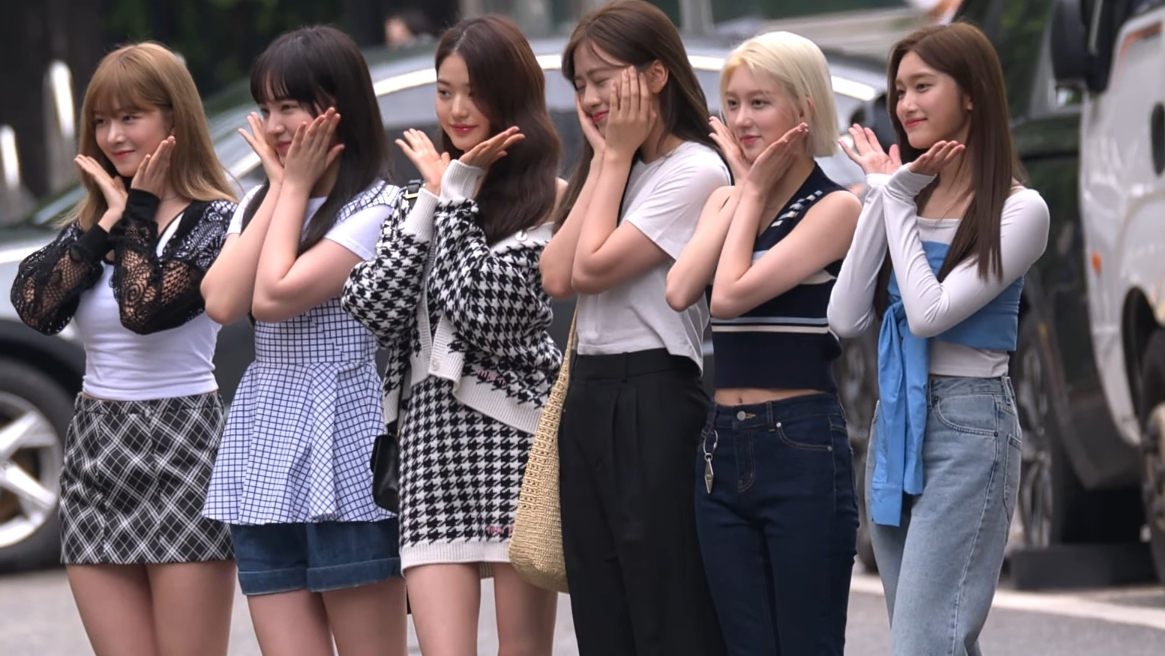
Ive w czerwcu 2022 roku.

10 sierpnia na oficjalnej japońskiej stronie Ive ogłoszono, że zadebiutują w Japonii jesienią 2022 roku. 19 października Ive wydały japońską wersję „Eleven".
16 listopada Ive wzięły udział w dorocznym „Spotify Holiday Single”, na który składają się utwory prezentowane przez różnych artystów bezpośrednio wybranych przez Spotify przed Bożym Narodzeniem. Ive jest pierwszym koreańską grupą, która brała udział w projekcie Holiday Singles, reinterpretując swój trzeci tytułowy utwór „After Like”, wydany w sierpniu, jako nową świąteczną wersję i wydając go wyłącznie na Spotify.

### 2023: Pierwszy album studyjnyI've Ivei pierwsza solowa trasa koncertowaThe Prom Queens
16 stycznia 2023 roku Ive wydały swój drugi japoński singiel „Love Dive”, będący ponownym nagraniem ich koreańskiego singla o tym samym tytule. Od 11 do 24 lutego 2023 roku Ive wyruszyło w pierwszą część swojej pierwszej solowej trasy koncertowej, zatytułowanej The Prom Queens, która odwiedziła Seul, Jokohamę i Kobe na sześciu wyprzedanych koncertach.

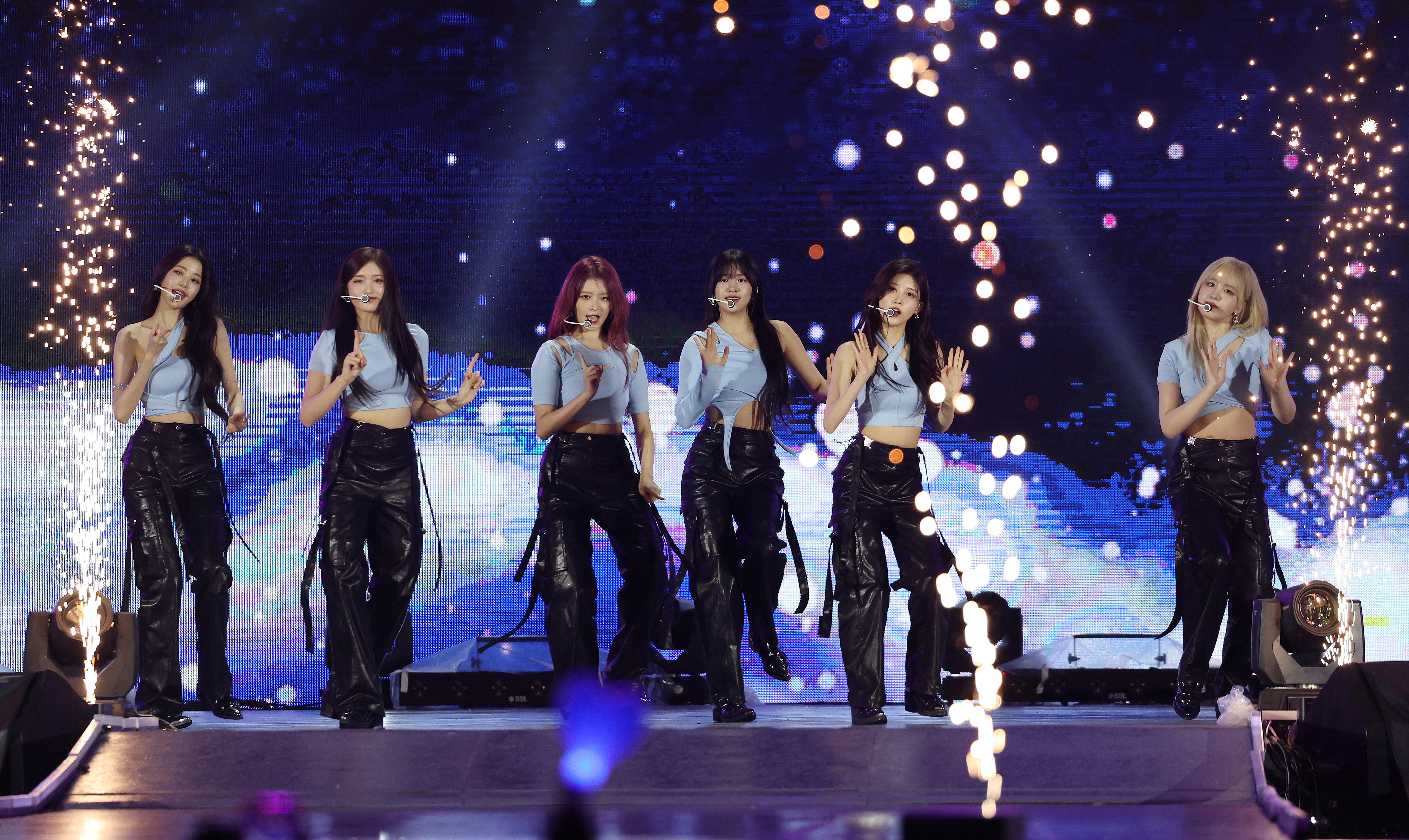
Ive występuje z utworem „I Am” na 2023 World Scout Jamboree K-pop Super Live Concert

16 marca ogłoszono, że 10 kwietnia Ive wyda swój pierwszy album studyjny, I’ve Ive. 27 marca grupa wydała przedpremierowo singiel z albumu, zatytułowany „Kitsch”. 24 marca ogłoszono, że grupa podpisała kontrakt z Columbia Records, wytwórnią należącą do Sony Music, w celu promocji w Stanach Zjednoczonych w ramach partnerstwa Kakao Entertainment, spółki macierzystej Starship Entertainment z wytwórnią. 1 kwietnia ogłoszono, że Ive 31 maja wydadzą swój pierwszy japoński minialbum zatytułowany Wave. Tydzień później Ive wystąpiły w Music Bank in Paris, który odbył się w Paris La Défense Arena we Francji.
10 kwietnia Ive wydały swój pierwszy album studyjny Ive Ive, zawierający główny singiel „I Am”. „I Am” awansowało na pierwsze miejsce na liście Circle Digital Chart, stając się ich trzecim utworem, który osiągnął status Perfect All-Kill na koreańskich listach muzycznych. Dwa single „I Am” i „Kitsch” z ich pierwszego albumu studyjnego, I’ve Ive, oba osiągnęły status Perfect All-Kill, czyniąc "I’ve Ive" pierwszym albumem dziewczęcego zespołu K-pop z dwoma utworami z Perfect All-Kill (PAK) od czasów 2NE1 w 2011 roku. 11 kwietnia Starship Entertainment ogłosiło, że członkini Rei tymczasowo zawiesi działalność z powodu problemów zdrowotnych. 26 maja Starship Entertainment ogłosiło, że Rei powróci po miesiącu przerwy. Od 17 czerwca do 9 lipca Ive ukończyły drugą część swojej pierwszej solowej trasy koncertowej The Prom Queens, która obejmowała sześć przystanków po Azji Południowo-Wschodniej i Tajwanie. Trasa koncertowa w Azji przyciągnęła łączną publiczność wynoszącą 97 000 widzów. 13 lipca Ive wydały swój singiel promocyjny, zatytułowany „I Want” we współpracy z Pepsi. 22 lipca Ive wystąpiły na stadionie Metropolitano w Madrycie w Hiszpanii, jako część składu festiwalu K-pop Lux SBS Super Concert.
27 lipca ogłoszono, że Ive przygotowują się do powrotu w październiku. W sierpniu ogłoszono, że grupa wyruszy w swoją pierwszą światową trasę koncertową Show What I Have, która rozpocznie się w październiku. Budując oczekiwanie na ich powrót w tym samym miesiącu, Ive po raz pierwszy zaprezentuje swój nowy album podczas pierwszego przystanku światowej trasy koncertowej. 3 września ogłoszono, że 13 października grupa wyda swój pierwszy koreańskojęzyczny minialbum zatytułowany I’ve Mine. Na albumie znajdą się trzy utwory tytułowe, z czego dwa zostaną wydane przedpremierowo, a mianowicie „Either Way” 25 września i „Off the Record” 6 października. Trzeci główny utwór, „Baddie” zostanie wydany wraz z całym albumem.
9 listopada Live Nation Entertainment ogłosiło pierwszą światową trasę grupy – 1ST WORLD TOUR ‘SHOW WHAT I HAVE’. Dwudziestoczterodatowa trasa obejmie różne miasta w Azji Południowo-Wschodniej, Ameryce Północnej, Europie, Ameryce Południowej, Azji Wschodniej i Australii. 10 listopada potwierdzono udział Liz w specjalnej kolaboracyjnej piosence „Nobody” z udziałem Soyeon z (G)I-dle i Winter z Aespy, która została wydana 16 listopada.

### 2024:Ive SwitchiIve Empathy

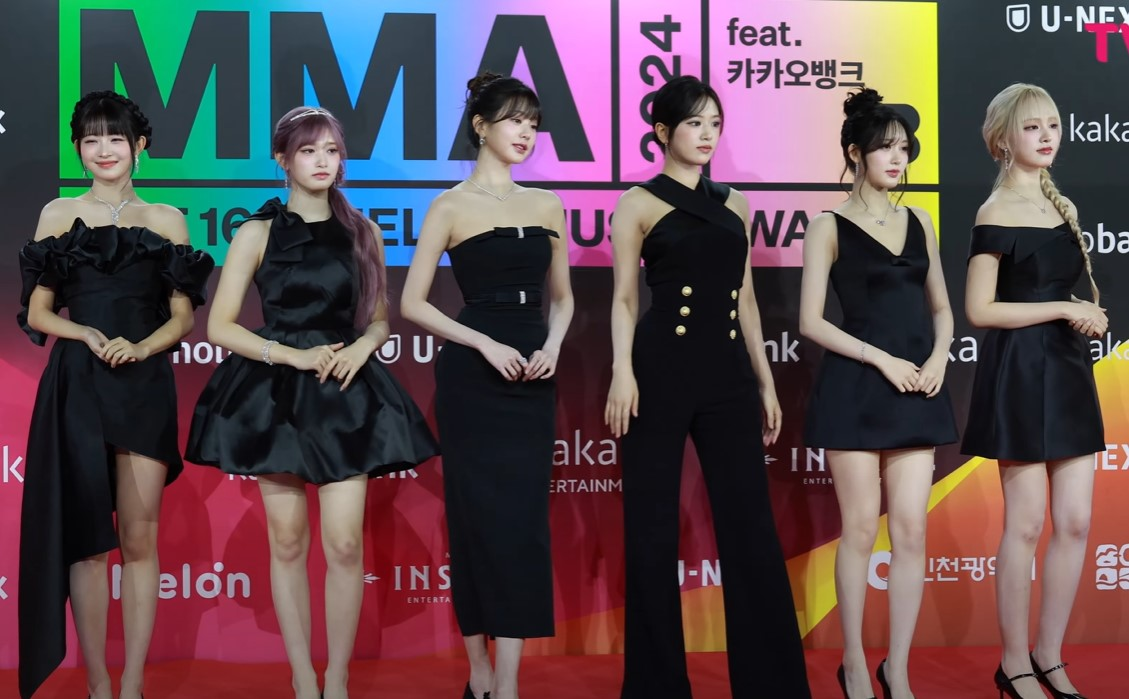
Ive na gali Melon Music Awards 2024 30 listopada 2024 roku.

19 stycznia 2024 roku Ive wydały swój pierwszy anglojęzyczny singiel „All Night” z udziałem Saweetie. Utwór jest remiksem utworu „All Night” zespołu Icona Pop. Teledysk został nakręcony przy 222 w 6th St w San Pedro, dzielnicy Los Angeles. 29 marca ogłoszono, że grupa zaśpiewa nową piosenkę otwierającą „Will” do Pokémon Horizons. Utwór został wydany na różnych platformach muzycznych 12 kwietnia, a klip otwierający opublikowano na oficjalnym kanale Pokémon na YouTube.
3 kwietnia oficjalnie ogłoszono, że Ive wydadzą swój drugi minialbum Ive Switch 29 kwietnia, zawierający dwa single „Heya” i „Accendio”. 28 czerwca IVE wydały swój drugi singiel promocyjny dla Pepsi zatytułowany „Summer Festa”. 15 lipca ogłoszono, że drugi japoński minialbum grupy, Alive, ukaże się 28 sierpnia. 3 sierpnia Ive wystąpiły na festiwalu muzycznym Lollapalooza w Chicago. 8 listopada grupa wydała singiel „Supernova Love” we współpracy z francuskim DJ-em i producentem muzycznym Davidem Guettą.
3 lutego 2025 roku Ive wydały swój trzeci minialbum Ive Empathy, któremu wcześniej towarzyszył przedpremierowy singiel „Rebel Heart”, wydany 13 stycznia. Zarówno „Rebel Heart”, jak i „Attitude” znalazły się w pierwszej dziesiątce Circle Digital Chart — „Rebel Heart” osiągnął pierwsze miejsce i stał się piątym singlem grupy, który zdobył Perfect all-kill na koreańskich listach muzycznych. Sam album również zadebiutował na pierwszym miejscu Circle Album Chart, co uczyniło go szóstym albumem Ive, który osiągnął szczyt notowania, i piątym, który przekroczył milion sprzedanych egzemplarzy.

## Członkinie
| Pseudonim   | Pseudonim | Prawdziwe imię | Prawdziwe imię | Data urodzenia    | Pozycja w zespole   |
| Latynizacja | Hangul    | Latynizacja    | Hangul         | Data urodzenia    | Pozycja w zespole   |
| ----------- | --------- | -------------- | -------------- | ----------------- | ------------------- |
| Yujin       | 유진      | An Yu-jin      | 안유진         | 1 września 2003   | liderka, wokalistka |
| Gaeul       | 가을      | Kim Ga-eul     | 김가을         | 24 września 2002  | raperka             |
| Rei         | 레이      | Naoi Rei       | 김레이         | 3 lutego 2004     | raperka, wokalistka |
| Wonyoung    | 원영      | Jang Won-young | 장원영         | 31 sierpnia 2004  | wokalistka          |
| Liz         | 리즈      | Kim Ji-won     | 김지원         | 21 listopada 2004 | wokalistka          |
| Leeseo      | 이서      | Lee Hyun-seo   | 이현서         | 21 lutego 2007    | wokalistka, maknae  |

## Dyskografia

### Albumy studyjne
| Rok  | Dane dot. albumu | Najwyższa pozycja | Najwyższa pozycja | Najwyższa pozycja | Najwyższa pozycja | Sprzedaż                        |
| Rok  | Dane dot. albumu | KOR (Circle)      | JPN               | JPN Hot           | US World Albums   | Sprzedaż                        |
| ---- | --- | ----------------- | ----------------- | ----------------- | ----------------- | ------------------------------- |
| 2023 | I’ve Ive - Wydany: 10 kwietnia 2023 - Wytwórnia: Starship Entertainment, Columbia - Format: CD, digital download, streaming | 1                 | 5                 | 10                | 7                 | - KOR: 1 653 686+ - JPN: 42 213 |

### Minialbumy
| Rok        | Dane dot. albumu | Najwyższa pozycja | Najwyższa pozycja | Najwyższa pozycja | Najwyższa pozycja | Sprzedaż                         |
| Rok        | Dane dot. albumu | KOR (Circle)      | JPN               | JPN Hot           | US World Albums   | Sprzedaż                         |
| Koreańskie | Koreańskie | Koreańskie        | Koreańskie        | Koreańskie        | Koreańskie        | Koreańskie                       |
| ---------- | --- | ----------------- | ----------------- | ----------------- | ----------------- | -------------------------------- |
| 2023       | I've Mine - Wydany: 13 października 2023 - Wytwórnia: Starship Entertainment, Columbia - Format: CD, digital download, streaming | 1                 | 5                 | 20                | 12                | - KOR: 2 099 389+ - JPN: 77 014+ |
| 2024       | Ive Switch - Wydany: 29 kwietnia 2024 - Wytwórnia: Starship Entertainment, Columbia - Format: CD, digital download, streaming    | 2                 | 3                 | 12                | –                 | - KOR: 1 705 293+ - JPN: 71 748+ |
| 2025       | Ive Empathy - Wydany: 3 lutego 2025 - Wytwórnia: Starship Entertainment, Columbia - Format: CD, digital download, streaming      | 1                 | 3                 | 21                | 22                | - KOR: 1 472 225+ - JPN: 28 529+ |
| Japońskie  | |                   |                   |                   |                   |                                  |
| 2023       | Wave - Wydany: 31 maja 2023 - Wytwórnia: Ariola Japan, Starship Entertainment - Format: CD, digital download, streaming          | –                 | 1                 | 1                 | –                 | - JPN: 131 654+                  |
| 2024       | Alive - Wydany: 28 sierpnia 2024 - Wytwórnia: Ariola Japan, Starship Entertainment - Format: CD, digital download, streaming     | –                 | 2                 | 2                 | –                 | - JPN: 212 369+                  |

### Single

#### Single albumy
| Rok  | Dane dot. albumu | Najwyższa pozycja | Sprzedaż          |
| Rok  | Dane dot. albumu | KOR (Circle)      | Sprzedaż          |
| ---- | --- | ----------------- | ----------------- |
| 2021 | Eleven - Wydany: 1 grudnia 2021 - Wytwórnia: Starship Entertainment - Format: CD, digital download, streaming       | 1                 | - KOR: 524 100+   |
| 2022 | Love Dive - Wydany: 5 kwietnia 2022 - Wytwórnia: Starship Entertainment - Format: CD, digital download, streaming   | 1                 | - KOR: 975 958+   |
| 2022 | After Like - Wydany: 22 sierpnia 2022 - Wytwórnia: Starship Entertainment - Format: CD, digital download, streaming | 1                 | - KOR: 1 732 665+ |

#### Single cyfrowe
| Rok                                                       | Tytuł                             | Najwyższa pozycja | Najwyższa pozycja | Najwyższa pozycja | Najwyższa pozycja | Najwyższa pozycja | Najwyższa pozycja | Najwyższa pozycja | Najwyższa pozycja | Album       |
| Rok                                                       | Tytuł                             | KOR               | KOR               | CAN               | JAP Hot           | NZ Hot            | SGP               | US World          | WW                | Album       |
| Rok                                                       | Tytuł                             | Circle            | Songs             | CAN               | JAP Hot           | NZ Hot            | SGP               | US World          | WW                | Album       |
| Koreańskie                                                | Koreańskie                        | Koreańskie        | Koreańskie        | Koreańskie        | Koreańskie        | Koreańskie        | Koreańskie        | Koreańskie        | Koreańskie        | Koreańskie  |
| --------------------------------------------------------- | --------------------------------- | ----------------- | ----------------- | ----------------- | ----------------- | ----------------- | ----------------- | ----------------- | ----------------- | ----------- |
| 2021                                                      | „Eleven”                          | 2                 | 2                 | –                 | 9                 | 20                | 7                 | 9                 | 68                | Eleven      |
| 2022                                                      | „Love Dive”                       | 1                 | 1                 | 92                | 8                 | 11                | 2                 | 8                 | 15                | Love Dive   |
| 2022                                                      | „After Like”                      | 1                 | 1                 | 96                | 13                | 4                 | 2                 | 3                 | 20                | After Like  |
| 2023                                                      | „Kitsch”                          | 1                 | 2                 | –                 | 37                | 23                | 7                 | 11                | 59                | I’ve Ive    |
| 2023                                                      | „I Am”                            | 1                 | 1                 | 93                | 10                | 11                | 3                 | 6                 | 21                | I’ve Ive    |
| 2023                                                      | „Either Way”                      | 3                 | 7                 | –                 | 80                | 38                | 27                | 8                 | 160               | I've Mine   |
| 2023                                                      | „Off the Record”                  | 14                | 17                | –                 | –                 | 19                | 17                | 10                | 181               | I've Mine   |
| 2023                                                      | „Baddie”                          | 1                 | 4                 | –                 | 21                | 16                | 10                | –                 | 66                | I've Mine   |
| 2024                                                      | „Heya”                            | 2                 | 2                 | –                 | 32                | 30                | –                 | –                 | 56                | Ive Switch  |
| 2024                                                      | „Accendio”                        | 32                | –                 | –                 | 85                | –                 | –                 | –                 | –                 | Ive Switch  |
| 2025                                                      | „Rebel Heart”                     | 1                 | –                 | –                 | 44                | –                 | 22                | 6                 | 97                | Ive Empathy |
| 2025                                                      | „Attitude”                        | 8                 | –                 | –                 | 48                | –                 | –                 | –                 | 143               | Ive Empathy |
| Japońskie                                                 |                                   |                   |                   |                   |                   |                   |                   |                   |                   |             |
| 2023                                                      | „Wave”                            | –                 | –                 | –                 | 62                | –                 | –                 | –                 | –                 | Wave        |
| 2024                                                      | „Crush”                           | –                 | –                 | –                 | –                 | –                 | –                 | –                 | –                 | Alive       |
| Angielskie                                                |                                   |                   |                   |                   |                   |                   |                   |                   |                   |             |
| 2024                                                      | „All Night” (z Saweetie)          | 104               | –                 | –                 | –                 | 32                | –                 | 10                | –                 | –           |
| 2024                                                      | „Supernova Love” (z David Guetta) | 142               | –                 | –                 | 72                | 10                | –                 | –                 | –                 | –           |
| „–” oznacza, że singiel nie był notowany na danej liście. |                                   |                   |                   |                   |                   |                   |                   |                   |                   |             |

#### Pozostałe utwory notowane
| Rok                                                       | Tytuł                | Najwyższa pozycja | Najwyższa pozycja | Najwyższa pozycja | Album      |
| Rok                                                       | Tytuł                | KOR               | KOR               | US World          | Album      |
| Rok                                                       | Tytuł                | Circle            | Songs             | US World          | Album      |
| --------------------------------------------------------- | -------------------- | ----------------- | ----------------- | ----------------- | ---------- |
| 2022                                                      | „Royal”              | 171               | —                 | —                 | Love Dive  |
| 2022                                                      | „My Satisfaction”    | 104               | —                 | 8                 | After Like |
| 2023                                                      | „Blue Blood”         | 61                | —                 | —                 | I’ve Ive   |
| 2023                                                      | „Lips”               | 93                | —                 | —                 | I’ve Ive   |
| 2023                                                      | „Heroine”            | 125               | —                 | —                 | I’ve Ive   |
| 2023                                                      | „Mine”               | 122               | —                 | —                 | I’ve Ive   |
| 2023                                                      | „Hypnosis” (섬찢)    | 127               | —                 | —                 | I’ve Ive   |
| 2023                                                      | „Not Your Girl”      | 110               | —                 | —                 | I’ve Ive   |
| 2023                                                      | „Next Page” (궁금해) | 152               | —                 | —                 | I’ve Ive   |
| 2023                                                      | „Cherish”            | 154               | —                 | —                 | I’ve Ive   |
| 2023                                                      | „Shine with Me”      | 153               | —                 | —                 | I’ve Ive   |
| 2024                                                      | „Blue Heart”         | 128               | —                 | —                 | Ive Switch |
| 2024                                                      | „Ice Queen”          | 145               | —                 | —                 | Ive Switch |
| 2024                                                      | „Wow”                | 160               | —                 | —                 | Ive Switch |
| 2024                                                      | „Reset”              | 183               | —                 | —                 | Ive Switch |
| „–” oznacza, że singiel nie był notowany na danej liście. |                      |                   |                   |                   |            |

## Filmografia

### Teledyski
| Rok  | Nazwa                    | Album      | Wydawca         |
| ---- | ------------------------ | ---------- | --------------- |
| 2021 | „Eleven”                 | Eleven     | Jinooya Makes   |
| 2022 | „Love Dive"              | Love Dive  | Haus of Team    |
| 2022 | „After Like"             | After Like | Haus of Team    |
| 2022 | „Eleven” (Japanese ver.) | Eleven     | Highqualityfish |
| 2023 | „Kitsch"                 | I’ve Ive   | Haus of Team    |
| 2023 | „I Am"                   | I’ve Ive   | Highqualityfish |
| 2024 | "HEYA"                   | Ive Switch |                 |

### Programy rozrywkowe
- 1,2,3 IVE (2021–2022, YouTube)
- IVE ON (od 2021, YouTube)